# 蘇希采

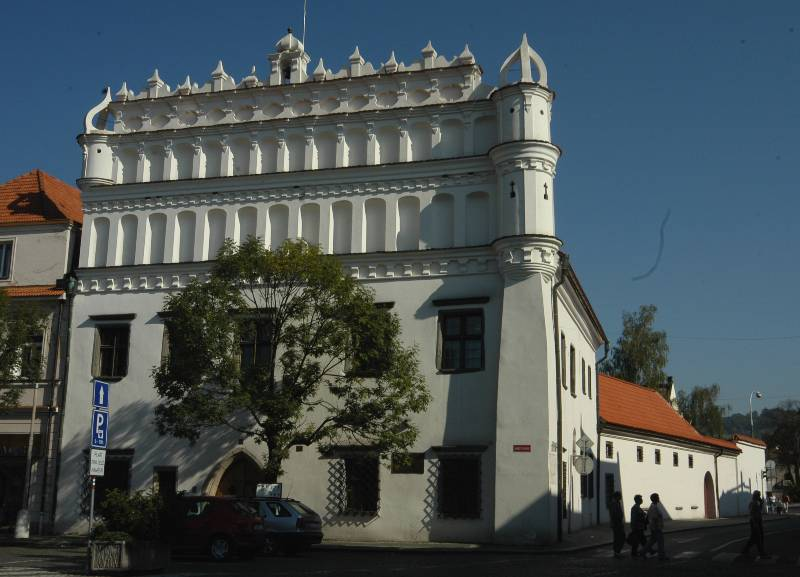

蘇希采（捷克語：Sušice）是捷克的城鎮，位於該國西南部奧塔瓦河畔，距離首府皮爾森60公里，由比爾森州負責管轄，面積45.63平方公里，海拔高度472米，2006年人口11,591。